# Яныг-Инквор
Яныг-Инквор (устар. Яны-Инк-Вор) — река в Ханты-Мансийском автономном округе России. Устье реки находится в 79 км от устья реки Воръя по правому берегу. Длина реки составляет 36 км.
По всей длине реки проходит граница между Берёзовским и Советским районами округа.

## Данные водного реестра
По данным государственного водного реестра России относится к Нижнеобскому бассейновому округу, водохозяйственный участок реки — Северная Сосьва, речной подбассейн реки — Северная Сосьва. Речной бассейн реки — (Нижняя) Обь от впадения Иртыша.
Код объекта в государственном водном реестре — 15020200112115300024581.